# Osiedle Górczyn
Osiedle Górczyn – osiedle samorządowe (jednostka pomocnicza gminy) Poznania (od 1 stycznia 2011 roku).

## Granice
Osiedle Górczyn graniczy:
- z Osiedlem Fabianowo-Kotowo (granica - Strumień Junikowski)
- z Osiedlem Junikowo (granica - trasa linii kolejowej nr 3)
- z Osiedlem Grunwald Południe (granica - trasa linii kolejowej nr 3, ulica Ściegiennego, ulica Arciszewskiego)
- z Osiedlem Św. Łazarz (granica - ulica Palacza, ulica Krauthofera)
- z Osiedlem Wilda (granica - trasa linii kolejowej nr 271)
- z Osiedlem Zielony Dębiec
- z Osiedlem Świerczewo (granica - ulica Południowa, ulica Przełęcz, ulica Głazowa, ulica Leszczyńska, ulica Pszczyńska)

## Podział
Podział w Systemie Informacji Miejskiej
Wedle Systemu Informacji Miejskiej Osiedle Górczyn jest podzielone na cztery jednostki obszarowe:
- Górczyn
- Górczynek
- Kopanina
- Zatorze

## Siedziba Rady Osiedla
Adres rady osiedla
Szkoła Podstawowa nr 10, ul. P. Ściegiennego.

## Komunikacja
Osiedle obsługują autobusy MPK Poznań linii 163, 182 i 193 oraz linie nocne 213 i 223.